# Stefano Ubertini
Stefano Ubertini (Perugia, 9 luglio 1974) è un ingegnere italiano, professore ordinario di Macchine e Sistemi per l’Energia e l’Ambiente. Dal 1º novembre 2019 è il Rettore dell’Università degli Studi della Tuscia.

## Studi e carriera accademica
Si laurea in Ingegneria Meccanica presso l'Università degli Studi di Perugia, ateneo in cui consegue il titolo di Dottore di Ricerca in Ingegneria delle Macchine. Diventa ricercatore universitario nel 2004 presso la Facoltà di Ingegneria dell'Università degli Studi di Roma “Tor Vergata”. È professore associato dal 2007 al 2012 presso la Facoltà di ingegneria dell'Università degli Studi di Napoli “Parthenope”. Nel 2012 si trasferisce all'Università degli Studi della Tuscia, dove diventa Professore ordinario.
È stato Direttore del Dipartimento di Economia, Ingegneria, Società e Impresa e membro del Senato Accademico, Presidente del Consiglio di Corso di Laurea in Ingegneria Industriale e Coordinatore del Dottorato in Engineering for Energy and the Environment dell'Università della Tuscia.
Ha ricoperto numerosi incarichi ed esperienze gestionali in campo scientifico dal 2006 ad oggi e ha svolto numerosi periodi di studio/ricerca all'estero.

## Ricerca
Nel corso della sua attività di ricerca, Stefano Ubertini ha contribuito in molti ambiti dell'ingegneria industriale: termo-fluidodinamica numerica e sperimentale, interazione fluido-struttura, risparmio energetico, sistemi energetici per la produzione stazionaria di energia a basso impatto ambientale, tecnologie a idrogeno, interazione macchine-ambiente, razionalizzazione dei consumi energetici e mobilità sostenibile.
Dall'inizio della sua attività accademica ha coordinato numerosi progetti nazionali e internazionali assegnati su bandi competitivi (Horizon 2020, MIUR nei programmi PRIN, FIRB, POR, MISE e POR) e oltre 40 progetti di ricerca e sviluppo su convenzioni finanziati da enti pubblici e privati, sia in Italia che all'estero, ed è esperto valutatore di progetti di ricerca per istituzioni nazionali e internazionali.
È stato inserito nella lista del top 2% degli scienziati al mondo redatta dall'Università di Stanford e basata su un complesso algoritmo che tiene conto dell'impatto e del numero di citazioni delle pubblicazioni scientifiche e del numero di articoli in cui si è primi o ultimi autori.
È nella lista dei top Italian scientists.
È stato membro di comitati scientifici, revisore, relatore invitato e chairman di diversi convegni ed eventi scientifici internazionali ed ha partecipato a comitati editoriali di diverse riviste internazionali.
Ha operato come revisore esperto per programmi di ricerca in Italia e all'estero (Comunità Europea, Belgio, Portogallo, Romania, Repubblica Ceca) e come membro dell'editorial board di diverse riviste internazionali (tra cui Nature Scientific Reports).

## Pubblicazioni scelte
È autore di oltre 150 pubblicazioni censite su database internazionali con oltre 4500 citazioni e un indice H pari a 40.